# Mesinge
Mesinge är en tätort i Kerteminde kommun i Region Syddanmark i Danmark. Tätorten har 322 invånare (2024). Den ligger på Fyn, cirka 5,5 kilometer norr om Kerteminde.